# Chocabeck
| Recensione      | Giudizio |
| --------------- | -------- |
| All Music Guide |          |
| Rockol          |          |

Chocabeck è l'undicesimo album in studio del cantautore italiano Zucchero Fornaciari, pubblicato il 3 novembre 2010.
Il 7 maggio 2011 prende il via il Chocabeck World Tour, che si protrarrà fino al 5 luglio 2012, per un totale di 125 concerti.

## Descrizione

### Concezione
Il disco, nelle intenzioni di Zucchero, è stato scritto come un concept album: rappresenta una giornata di domenica, dall'alba al tramonto, di un immaginario paese della "bassa" Pianura Padana. Il termine chocabeck, letteralmente schioccabecco, è un'espressione dialettale reggiana che si riferisce al rumore prodotto del becco vuoto dei volatili. Zucchero la sentiva dire dal padre Giuseppe nella sua fanciullezza quando gli chiedeva del cibo e credeva che si trattasse di una prelibatezza, mentre in realtà era un eufemismo per dire che non c'era nulla da mangiare, in quanto un "becco che fa rumore" è necessariamente vuoto, quindi non contiene cibo. Spicinfrin invece, sempre in dialetto reggiano, è un termine che si riferisce ad un ragazzino carino ma turbolento, ed è il modo in cui Fornaciari veniva chiamato da bambino da sua nonna Diamante.
Il disco fa riferimento ad una serie di situazioni mirate a rievocare un suono, quello della domenica di paese, senza intenti nostalgici, ma semplicemente per far tornare alla memoria particolari sensazioni di vita particolarmente care al cantante.

### Composizione
Prodotto da Don Was, Brendan O'Brien e dallo stesso Zucchero, il disco si avvale, come spesso avviene quando si tratta dell'artista emiliano, di prestigiose collaborazioni: Francesco Guccini, Bono Vox, Davide Rossi (già collaboratore dei Coldplay), Roland Orzabal, Pasquale Panella e Mimmo Cavallo. Brian Wilson, lo storico frontman dei Beach Boys, partecipa ai cori della canzone che dà il nome al disco.
Come raccontato nell'autobiografia Il suono della domenica - Il romanzo della mia vita, Zucchero si è ispirato al lavoro postumo American VI: Ain't No Grave di Johnny Cash. In particolare il bluesman italiano ha voluto riprendere l'idea di un lavoro dove la voce fosse accostata a pochi, elementari strumenti, e ad un limitato uso delle percussioni tradizionali. Per questo motivo in Chocabeck si possono trovare strumenti quali mandolino, organo e chitarra a 12 corde. L'obiettivo è sempre quello di ricreare "il suono della domenica", cioè il suono dell'infanzia del cantante, rievocativo della campagna e delle feste di paese dell'Emilia-Romagna, terra di origine. A completare il suono del disco si trovano archi elettrici mescolati a quelli tradizionali, e fiati non comuni come fagotto, oboe e bassotuba, dai suoni "caldi".

### Canzoni
L'album si apre con il racconto dell'alba nel paese nella canzone Un soffio caldo, brano di cui Francesco Guccini è coautore del testo e che è stato il primo brano scritto da Zucchero per l'album. Il secondo brano, Il suono della domenica, è una sorta di manifesto dell'intero album, e nella versione internazionale si presenta con il titolo Someone Else's Tears, con il testo in inglese scritto da Bono. Il terzo brano, Soldati nella mia città, rievoca tematiche post-belliche e degregoriane - i soldati, le suore, la neve - e può essere visto quasi come il seguito della già citata Diamante del 1989. Curiosa, nel testo, una citazione letterale dal testo di Impressioni di settembre della Premiata Forneria Marconi, firmato da Mogol: “dalla nebbia filtra già”. La quarta traccia È un peccato morir, primo singolo estratto, si apre con una chitarra immediatamente evocativa di C'è una strana espressione nei tuoi occhi dei The Rokes (l'arrangiamento ricalcava quello della canzone originale, When You Walk in the Room, nell'esecuzione dei The Searchers) e presenta un testo divertente - scritto con Pasquale Panella - che elabora l'espressione tipica emiliana del titolo e cita Gloria di Umberto Tozzi e Giancarlo Bigazzi (“Gloria, sei nell'aria”) e Azzurro di Adriano Celentano e Paolo Conte ("all'incontrario va”). Vedo nero, scritta insieme a Mimmo Cavallo, rievoca un episodio dell'infanzia dell'artista con intento volutamente goliardico. Si torna poi alle atmosfere meditative con Oltre le rive, scritta con Pacifico, Gabriele Cancogni, noto come Gheri, e Max Marcolini (quest'ultimo ha collaborato alla pre-produzione e alla realizzazione di tutto il disco). Dopo la più leggera Un uovo sodo, sixties nei suoni e nell'andamento, si trova il brano Chocabeck che, pulsante e vivace, su testo efficacemente sonoro di Panella, si fregia della partecipazione vocale di Brian Wilson, leader dei Beach Boys. Dopo Alla fine, dedicata ad un amico scomparso, Zucchero autocelebra il "bambino" che è ancora in lui con i brani Spicinfrin Boy e God Bless the Child. Quest'ultima, composta inizialmente durante la realizzazione di Miserere, e successivamente completata con Roland Orzabal dei Tears for Fears, cita la non dimenticata Sympathy (la cui cover era stata pubblicata in Live in Italy) dei Rare Bird in vari tratti del testo.

## Tracce
La versione italiana del disco è costituita da 11 tracce.
Testi e musiche di Zucchero, eccetto dove diversamente indicato.

### Versione italiana
1. Un soffio caldo – 5:04 (testo: Zucchero, Francesco Guccini)
2. Il suono della domenica – 3:39
3. Soldati nella mia città – 3:21
4. È un peccato morir – 3:43 (testo: Zucchero, Pasquale Panella)
5. Vedo nero – 3:56 (Zucchero, Mimmo Cavallo)
6. Oltre le rive – 4:44 (testo: Zucchero, Pacifico – musica: Zucchero, G. Cancogni, N. Cancogni, Max Marcolini)
7. Un uovo sodo – 3:17
8. Chocabeck – 4:47 (testo: Zucchero, P. Panella)
9. Alla fine – 3:46
10. Spicinfrin Boy – 3:55
11. God Bless the Child – 3:49 (testo: Chaz Jankel, Roland Orzabal, Hussy Derek)
12. Someone Else's Tears – 3:38 (testo: Bono Vox) – Bonus Track iTunes, versione inglese de Il suono della domenica

### Versione internazionale
1. Un soffio caldo – 5:04 (testo: Zucchero, Francesco Guccini)
2. Someone Else's Tears – 3:39 (testo: Bono Vox)
3. Soldati nella mia città – 3:21
4. È un peccato morir – 3:43 (testo: Zucchero, Pasquale Panella)
5. Vedo nero – 3:56 (Zucchero, Mimmo Cavallo)
6. Oltre le rive – 4:44 (testo: Zucchero, Pacifico – musica: Zucchero, G. Cancogni, N. Cancogni, Max Marcolini)
7. Un uovo sodo – 3:17
8. Chocabeck – 4:47 (testo: Zucchero, P. Panella)
9. Alla fine – 3:46
10. Spicinfrin Boy – 3:55
11. God Bless the Child – 3:49 (testo: Chaz Jankel, Roland Orzabal, Hussy Derek)

### Versione inglese (Zucchero Who?)
CD1
1. Un soffio caldo – 5:04 (testo: Zucchero, Francesco Guccini)
2. Il suono della domenica – 3:39
3. Soldati nella mia città – 3:21
4. È un peccato morir – 3:43 (testo: Zucchero, Pasquale Panella)
5. Vedo nero – 3:56 (Zucchero, Mimmo Cavallo)
6. Oltre le rive – 4:44 (testo: Zucchero, Pacifico – musica: Zucchero, G. Cancogni, N. Cancogni, Max Marcolini)
7. Un uovo sodo – 3:17
8. Chocabeck – 4:47 (testo: Zucchero, P. Panella)
9. Alla fine – 3:46
10. Spicinfrin Boy – 3:55
11. God Bless the Child – 3:49 (testo: Chaz Jankel, Roland Orzabal, Hussy Derek)

CD2
Le tracce 1, 2, 4, 5, 7, 8, 9, 10 sono le versioni inglesi dei corrispettivi brani in italiano.
1. Life – 5:04 (testo: Roland Orzabal)
2. Someone Else's Tears – 3:39 (testo: Bono Vox)
3. Soldati nella mia città – 3:21
4. Glory – 3:43 (testo: Brendan O'Brien, Tom Douglas)
5. Devil in My Mirror – 3:56 (testo: J. Irvin Dally)
6. Oltre le rive – 4:44 (testo: Zucchero, Pacifico – musica: Zucchero, G. Cancogni, N. Cancogni, Max Marcolini)
7. Gotta Feeling – 3:17 (testo: Brendan O'Brien, Tom Douglas)
8. Spirit Together – 4:47 (testo: Iggy Pop, J. Irvin Dally)
9. Too Late – 3:46 (testo: Iggy Pop, Zucchero)
10. In the Sky – 3:55 (testo: Brendan O'Brien, Tom Douglas, Zucchero)
11. God Bless the Child – 3:49 (testo: Chaz Jankel, Roland Orzabal, Hussy Derek)

### Versione americana
1. Life – 5:04 (testo: Roland Orzabal)
2. Someone Else's Tears – 3:39 (testo: Bono Vox)
3. Soldati nella mia città – 3:21
4. Glory – 3:43 (testo: Brendan O'Brien, Tom Douglas)
5. Devil in My Mirror – 3:56 (testo: J. Irvin Dally)
6. Oltre le rive – 4:44 (testo: Zucchero, Pacifico – musica: Zucchero, G. Cancogni, N. Cancogni, Max Marcolini)
7. Gotta Feeling – 3:17 (testo: Brendan O'Brien, Tom Douglas)
8. Spirit Together – 4:47 (testo: Iggy Pop, J. Irvin Dally)
9. Too Late – 3:46 (testo: Iggy Pop, Zucchero)
10. In the Sky – 3:55 (testo: Brendan O'Brien, Tom Douglas, Zucchero)
11. God Bless the Child – 3:49 (testo: Chaz Jankel, Roland Orzabal, Hussy Derek)

### Versione francese
1. Un soffio caldo – 5:04 (testo: Zucchero, Francesco Guccini)
2. L'échos des dimanches (feat. Patrick Fiori) – 3:39 (testo: Zucchero, Jean-Jacques Goldman)
3. Soldati nella mia città – 3:21
4. È un peccato morir – 3:43 (testo: Zucchero, Pasquale Panella)
5. Vedo nero – 3:56 (Zucchero, Mimmo Cavallo)
6. Oltre le rive – 4:44 (testo: Zucchero, Pacifico – musica: Zucchero, G. Cancogni, N. Cancogni, Max Marcolini)
7. Un uovo sodo – 3:17
8. Chocabeck – 4:47 (testo: Zucchero, P. Panella)
9. Alla fine – 3:46
10. Spicinfrin Boy – 3:55
11. God Bless the Child – 3:49 (testo: Chaz Jankel, Roland Orzabal, Hussy Derek)

### Versione svizzera
La versione svizzera dell'album è composta da tre CD. I primi due contengono la raccolta All the Best, il terzo la versione italiana di Chocabeck.

### Versione Deluxe (2011)
Nella versione Deluxe sono inclusi, oltre al CD1, CD2 e DVD, anche un poster e cinque stampe.
CD1
1. Un soffio caldo – 5:04 (testo: Zucchero, Francesco Guccini)
2. Il suono della domenica – 3:39
3. Soldati nella mia città – 3:21
4. È un peccato morir – 3:43 (testo: Zucchero, Pasquale Panella)
5. Vedo nero – 3:56 (Zucchero, Mimmo Cavallo)
6. Oltre le rive – 4:44 (testo: Zucchero, Pacifico – musica: Zucchero, G. Cancogni, N. Cancogni, Max Marcolini)
7. Un uovo sodo – 3:17
8. Chocabeck – 4:47 (testo: Zucchero, P. Panella)
9. Alla fine – 3:46
10. Spicinfrin Boy – 3:55
11. God Bless the Child – 3:49 (testo: Chaz Jankel, Roland Orzabal, Hussy Derek)

CD2
1. Life – 5:04 (testo: Roland Orzabal)
2. Someone Else's Tears – 3:39 (testo: Bono Vox)
3. Glory – 3:43 (testo: Brendan O'Brien, Tom Douglas)
4. Devil in My Mirror – 3:56 (testo: J. Irvin Dally)
5. Gotta Feeling – 3:17 (testo: Brendan O'Brien, Tom Douglas)
6. Spirit Together – 4:47 (testo: Iggy Pop, J. Irvin Dally)
7. Too Late – 3:46 (testo: Iggy Pop, Zucchero)
8. In the Sky – 3:55 (testo: Brendan O'Brien, Tom Douglas, Zucchero)

DVD
1. Un soffio caldo
2. Il suono della domenica
3. Soldati nella mia città
4. È un peccato morir
5. Vedo nero
6. Oltre le rive
7. Un uovo sodo
8. Chocabeck
9. Alla fine
10. Spicinfrin Boy
11. God Bless the Child
12. Someone Else's Tears
13. Glory
14. Devil in My Mirror
15. Gotta Feeling
16. Spirit Together
17. Too Late
18. In the Sky

### Versione Deluxe natalizia (2011)
La versione Deluxe natalizia presenta gli stessi contenuti della versione Deluxe, con l'aggiunta del vinile del disco.

### Versione a edizione limitata (2016)
Il vinile del disco è stato nuovamente pubblicato nel box set ad edizione limitata Studio Vinyl Collection del 2016.

## Formazione
- Zucchero - voce, cori, chitarra acustica, chitarra 12 corde, pianoforte, Fender Rhodes, organo Hammond, clavicembalo
- Greg Leisz - chitarra acustica, chitarra elettrica, pedal steel guitar, banjo, mandolino
- Brendan O'Brien - tastiera, chitarra, cori
- Josh Freese - percussioni
- Aaron Sterling - batteria, percussioni
- Max Marcolini - chitarra acustica, chitarra elettrica
- Patrick Warren - tastiera
- Jon Hopkins - tastiera
- Blacks Mills - chitarra acustica
- Paul Bushnell - basso
- Mark Goldenberg - chitarra
- Davide Rossi - viola, archi
- Stephanie O'Keefe - corno francese
- John Yoakum - corno francese, corno inglese, ottavino
- Bob Carr - fagotto
- Tom Peterson - flauto
- Ira Nepus - trombone
- Unni e Visigoti Gospel, Brian Wilson, Jeffrey Foskett, Lunisiana Soul, Vincenzo Draghi - cori

## Successo commerciale
L'album, ancor prima dell'inizio del relativo tour, aveva venduto più di 500 000 copie in Europa, e debuttato direttamente nella prima posizione della classifica ufficiale italiana, posizione mantenuta per due settimane consecutive. Questo successo porta, inoltre, Chocabeck alla ventesima posizione della classifica World Albums Top 40 durante la settimana 47 del 2010. Grazie alla permanenza nella top 100 italiana per 89 settimane, il 28 maggio 2011 riceve il Wind Music Awards multiplatino per aver superato le 120 000 copie. È stato il sesto album più venduto in Italia nel 2010 e il decimo nel 2011. Nel dicembre 2013 il disco ha ricevuto il quinto disco di platino per le oltre 300 000 copie vendute in Italia. Ha venduto oltre un milione di copie nel mondo, di cui circa 850 000 nei primi due anni dalla pubblicazione.

## Classifiche

### Classifiche settimanali
| Classifica (2010) | Posizione massima |
| ----------------- | ----------------- |
| Austria           | 7                 |
| Belgio (Fiandre)  | 47                |
| Belgio (Vallonia) | 53                |
| Croazia           | 21                |
| Europa            | 15                |
| Francia           | 112               |
| Germania          | 16                |
| Italia            | 1                 |
| Paesi Bassi       | 31                |
| Svizzera          | 2                 |

### Classifiche di fine anno
| Classifica (2010) | Posizione |
| ----------------- | --------- |
| Germania          | 166       |
| Italia            | 6         |
| Svizzera          | 26        |
| Classifica (2011) | Posizione |
| Germania          | 291       |
| Italia            | 10        |
| Svizzera          | 14        |
| Classifica (2012) | Posizione |
| Italia            | 76        |